# Université d'État Sul Ross
L'université d'État Sul Ross (en anglais : Sul Ross State University ou SRSU) est une université américaine située à Alpine au Texas.

## Historique

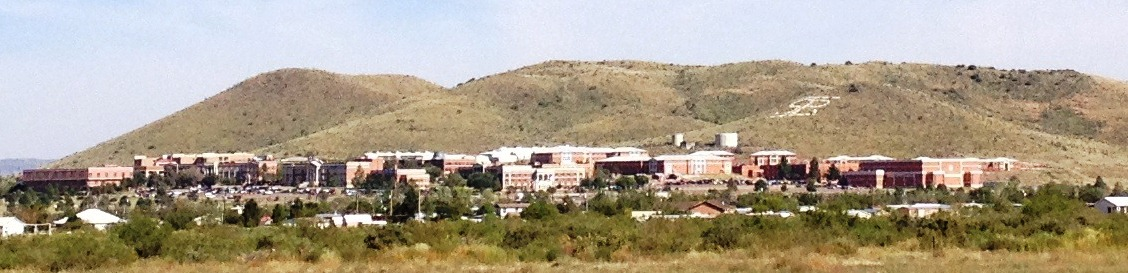
Vue d'ensemble de l'université d'État Sul Ross

Fondée en 1917 sous le nom Sul Ross Normal College, elle devient une université en 1969. Elle porte le nom de Lawrence Sullivan Ross, le 19e gouverneur du Texas.